# Мамонтова Елла Вікторівна
Е́лла Ві́кторівна Ма́монтова (нар. 2 березня 1965 року, Ташкент, УзРСР, СРСР) — українська політолог, доктор політичних наук (2012), професор (2014).

## Біографічні дані
Народилася 2 березня 1965 року в Ташкенті.
У 1988 році закінчила Будапештський університет.
Працювала в Одеському політехнічному університеті: з 2013 по 2016 — професор кафедри політології. А з 2009 — в Одеському регіональному інституті державного управління, Національній академії державного управління при Президентові України: з 2012 — професор кафедри регіональної політики та публічного адміністрування, за сумісництвом з 2016 по 2017 — декан факультету державного управління. З 2017 — професор кафедри політичних теорій Національного університету «Одеська юридична академія».
Наукові дослідження: соціокультурні аспекти політики, символічний вимір державотворчого процесу, питання комунікативного забезпечення публічно-управлінської діяльності.
Входить до редакційної колегії наукового фахового видання в галузі юриспруденції та політології «Актуальні проблеми політики».

## Основні праці
За ЕСУ:
- Преса в конституційному процесі України. 1999;
- Державний протокол та церемоніал як символічний інструмент забезпечення процесу публічної комунікації: витоки, структура, нормативно-організаційні засади. 2011;
- Основи інформаційно-аналітичної діяльності: Навч. посіб. 2013;
- Концептуальні засади реформування системи регіонального управління. 2015;
- Конструктивний діалог між владою та суспільством в Україні. 2017 (усі — Одеса).[1]